# 이순열
이순열(李順烈, 1970년 2월 6일 ~ )은 대한민국의 제4대 세종특별자치시의원이자 의장이다.

## 학력
- 경북대학교 법과대학 행정학과 졸업

## 경력
- 세종시 교통위원회 위원
- 민주평화통일자문회의 기획운영분과 위원장
- 세종인재육성평생교육진흥원 이사
- 시민주권회의 시민안전분과 위원
- 대전·세종 연구원 운영위원
- 더불어민주당 세종특별자치시당 숨쉬는 세종위원회 위원장
- 2020.04 ~ 2022.06 제3대 세종특별자치시의회 의원
  - 2020.04 ~ 2020.07 제3대 세종특별자치시의회 전반기 행정복지위원회 위원
  - 2020.07 ~ 2022.06 제3대 세종특별자치시의회 후반기 예산결산특별위원회 위원
  - 2020.07 ~ 2022.06 제3대 세종특별자치시의회 후반기 교육안전위원회 위원
- 2022.07 ~ 제4대 세종특별자치시의회 의원
  - 2022.07 ~ 2023.06 제4대 세종특별자치시의회 전반기 산업건설위원회 위원장
  - 2022.07 ~ 2023.06 제4대 세종특별자치시의회 전반기 예산결산특별위원회 위원
  - 2023.06 ~ 2024.06 제4대 세종특별자치시의회 전반기 의장
  - 2024.07 ~ 제4대 세종특별자치시의회 후반기 행정복지위원회 위원
- 2022.10 ~ : 더불어민주당 세종특별자치시당 을지키는민생실천위원회 위원장
- 2023.09 ~ 2024.06: 제18대 대한민국시도의회의장협의회 회원

## 역대 선거 결과
|  | 66.24% |

|  | 55.20% |